# Avatar: The Last Airbender - North and South
Avatar: The Last Airbender - North and South é uma história em quadrinhos norte-americana publicada pela editora Dark Horse entre 2016 e 2017. Foi escrita por Gene Luen Yang junto a Bryan Konietzko e Michael Dante DiMartino, sendo ilustrado e colorido por Gurihiru. É baseado na série animada Avatar: The Last Airbender e sucede o quadrinho Smoke and Shadow.

## Sinopse
Quando Katara e Sokka voltam para casa, na Tribo da Água do Sul, eles ficam chocados ao descobrir que ela passou de uma pequena vila a uma cidade movimentada. Malina, uma nortista, está por trás da mudança e planeja unificar os dois grupos, mas Gilak, um sulista, lidera uma rebelião feroz para detê-la. Diante dessas duas tribos opostas, Katara terá que fazer as pazes com sua nostalgia e desconfiança para salvar o lar que ama de ser permanentemente destruído.

## Produção
Foi anunciada oficialmente em 18 de fevereiro de 2016 durante o evento ComicsPRO em Portland. O quadrinho contaria com os retornos de Gene Luen Yang e Gurihiru, e seu lançamento estava previsto para 28 de setembro do mesmo ano.

## Publicação
As três edições originais chegam ás bancas entre setembro de 2016 e abril de 2017, enquanto uma versão encadernada contendo todas as edições foi lançada em outubro de 2017. Uma edição omnibus foi publicada em 16 de março de 2022.

## Recepção
A editora Kylie publicou uma crítica da história para o site The Fandomentals, opinando que: "'North and South' foi uma conclusão decepcionante para a trilogia dos quadrinhos..."